# Braune Labkrauteule
Die Braune Labkrauteule (Chersotis multangula), auch als Labkrautfelsflur-Erdeule, Labkraut-Bodeneule, Labkrautfelsflur-Bodeneule oder Vielwinkelige Erdeule bezeichnet, ist ein Schmetterling (Nachtfalter) aus der Familie der Eulenfalter (Noctuidae).

## Merkmale

### Falter
Die Flügelspannweite der Falter beträgt je nach Unterart etwa 28 bis 38 Millimeter. Die Grundfarbe der Vorderflügel ist braun. Das nahezu quadratische Feld zwischen Ring- und Nierenmakel ist auffällig schwarzbraun, wie auch die innere und äußere Begrenzung derselben. Ebenso gefärbt sind das innere Drittel sowie die saumwärts gerichtete Verlängerung der Zapfenmakel. Weitere kleinere dunkle Flecke befinden sich an der Costa. Die Wellenlinie ist gelblich und stark gewellt. An ihrer Innenseite befinden sich im oberen Teil einzelne Pfeilflecke. Das Saumfeld weist eine leicht verdunkelte Tönung auf. Die Hinterflügel sind zeichnungslos und einfarbig graubraun. Die heller gefärbte Individualform f. dissoluta Stgr. hat hellere Hinterflügel, aschgraue Vorderflügel mit stark hervortretender schwarzer Zeichnung sowie schärfer konturierte und hellere Querlinien, während die hauptsächlich in der Türkei fliegende und früher als ssp.  subdissoluta Wagner bezeichnete Form außerordentlich dunkelbraun gefärbt ist. Die in den Pyrenäen sowie in Spanien und Marokko vorkommende ssp. andreae Dufay ist kleiner und weniger kontrastreich gezeichnet.

### Raupe, Puppe
Die Raupe ist gelbbraun gefärbt, hat eine dünne, blasse, weißgelbe, dunkel gesäumte Rückenlinie sowie undeutliche Nebenrückenlinien mit dazwischen liegenden dunklen Schrägstreifen. Der helle Seitenstreifen ist breit und besitzt darin eingelagerte schwarzbraune Stigmen. Die schlanke, rotbraune Puppe hat zwei kurze Dornen am Kremaster.

## Geographische Verbreitung und Lebensraum
Die Braune Labkrauteule ist in Europa verbreitet und kann an eng begrenzten Stellen häufig sein. In den Bergen ist sie noch in Höhen von über 2000 Metern anzutreffen. Die Art kommt auch in Marokko, der Türkei, Armenien, Syrien, Iran, Libanon, Israel und dem Kaukasus vor. Die Art ist hauptsächlich in warmen, bergigen Gebieten mit Kalkboden anzutreffen.

## Lebensweise
Die Braune Labkrauteule bildet eine Generation pro Jahr aus, deren Falter von Mitte Juni bis Mitte August fliegen. Die Falter sind überwiegend tagaktiv und fliegen bevorzugt im Sonnenschein. Sie ruhen gerne auf den Blüten verschiedener Pflanzen. Sie kommt aber auch gelegentlich an künstliche Lichtquellen. Die Raupen leben ab September an Labkrautarten (Galium), hauptsächlich an Wiesen-Labkraut (Galium mollugo). Sie halten sich am Tage verborgen und fressen meist nachts. Sie überwintern und verpuppen sich meist im Mai des folgenden Jahres.

## Gefährdung
Die Art ist in vielen nördlichen Gegenden sehr selten oder fehlt ganz und wird in Deutschland auf der Roten Liste gefährdeter Arten in Kategorie 2 (stark gefährdet) geführt. Auch in Österreich gilt sie als seltene, stenöke Regressionsart.

## Systematik
Fibiger (1990) synonymisiert die meisten Unterarten und Formen mit der Nominatform; er anerkennt lediglich eine Unterart neben der Nominatform.
- Chersotis multangula multangula (Hübner, 1803), Flügelspannweite 32 bis 36 mm,
- Chersotis multangula andreae Dufay, 1973, Flügelspannweite 28 bis 32 mm,  Pyrenäen, Spanien und Marokko